# Жан Калала Н'Тумба
Жан Калала Н'Тумба (фр. Kalala Ntumba, 7 січня 1949 — 12 січня 2021) — футболіст ДР Конго, що грав на позиції флангового півзахисника та нападника.
Виступав, зокрема, за клуб «Віта Клуб», а також національну збірну Заїру. Переможець Ліги чемпіонів КАФ.

## Клубна кар'єра
Виступав за команду «Віта Клуб» з міста Кіншаса. У 1970 і 1974 році він був одним з претендентів на нагороду футболіст року в Африці. У 1973 році став переможцем Африканського Кубка чемпіонів. Також з командою став неодноразовим чемпіоном Заїру.

## Виступи за збірну
Виступав за національну збірну Заїру. Учасник Кубка африканських націй 1972 року в Камеруні, на якому він забив 3 голи у 5 матчах, посівши з командою 4 місце
1974 року був учасником першої в історії для збірної ДР Конго/Заїру світової першості — чемпіонату світу 1974 у ФРН. У своїй групі команда посіла останнє 4 місце, поступившись Шотландії, Бразилії та Югославії. Жан зіграв лише в останньому матчі, а команда встановила антирекорд чемпіонатів світу, пропустивши за три гри 14 голів і не забивши жодного.
Загалом протягом кар'єри у національній команді провів у її формі 20 матчів і забив 7 голів.
Помер 12 січня 2021 року на 73-му році життя.

## Титули і досягнення
- Чемпіон Заїру (2):

«Віта Клуб»: 1972, 1973
- Володар Кубка африканських чемпіонів КАФ (1):

«Віта Клуб»: 1973